# 雷松
雷松（法語：Resson，法語發音：[ʁɛsɔ̃]）是法国默兹省的一个市镇，属于巴勒迪克区。

## 地理
雷松（48°46'9"N, 5°13'44"E）面积8.4 平方千米，位于法国大東部大區默兹省，该省份为法国西北部内陆省份，北与比利时接壤，西接马恩省和阿登省，南至上马恩省和孚日省，东临默尔特-摩泽尔省。
与雷松接壤的市镇（或旧市镇、城区）包括：巴勒迪克、卢瓦塞、巴鲁瓦地区隆日维尔、奈沃-罗西耶尔、屈莱。

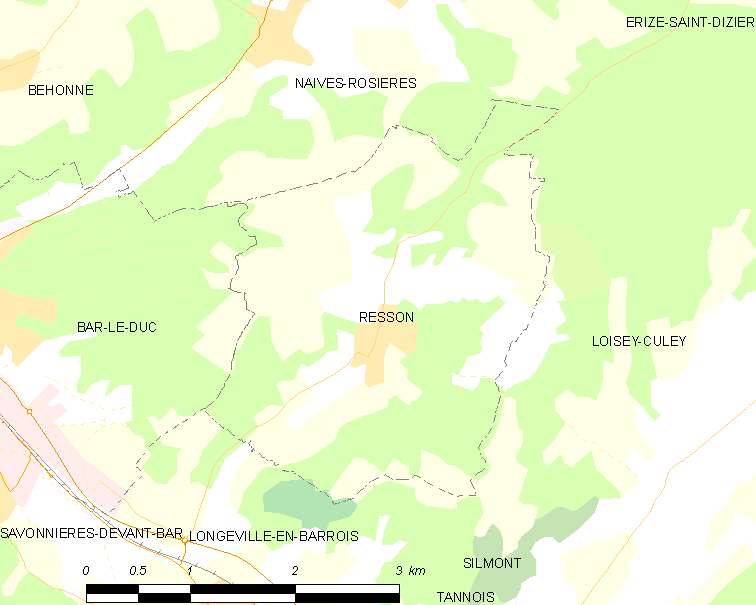
雷松的OSM定位图

雷松的时区为UTC+01:00、UTC+02:00（夏令时）。

## 行政
雷松的邮政编码为55000，INSEE市镇编码为55426。

## 政治
雷松所属的省级选区为巴勒迪克第一县。

## 人口

1962-2008年间雷松人口变化图示

雷松于2022年1月1日时的人口数量为372人。